# Cinci mii de lei (monedă românească)
Cinci mii de lei a fost o monedă a leului românesc. Realizată dintr-un aliaj din aluminiu și magneziu, aceasta a fost pusă în circulație la 14 decembrie 2001 și a marcat una dintre ultimele emisiuni monetare ale României înainte de Denominarea din 2005, care a condus la retragerea sa din uz la 31 decembrie 2006.

## Istorie
Valoarea nominală de 5.000 de lei a fost introdusă pentru prima dată în 1931, sub formă de bancnotă. Deși în 1946 presa vehicula posibilitatea introducerii unei monede cu valoarea nominală de 5.000 de lei, în urma emiterii monedei de 2.000 de lei, acest lucru nu s-a concretizat.

### 5.000 lei 2001-2004
O monedă cu valoarea nominală de 5.000 de lei a fost introdusă în circulație la 14 decembrie 2001 și a circulat în paralel cu bancnota de 5.000 de lei emisă în 1998. Aceasta era realizată dintr-un aliaj de aluminiu-magneziu, avea un diametru de 23,5 mm, o grosime de 2,4 mm și o greutate de 2,5 grame. Aversul prezenta în partea superioară Stema României și anul emisiunii, separate printr-un element grafic inspirat din motivele populare românești, sub care era amplasat anul de emisiune încadrat de două liniuțe. Începând cu emisiunea din 2002, pe liniuța dreaptă apăreau inițialele V.G., reprezentând gravorul Vasile Gabor. Reversul prezenta valoarea nominală, 5000 LEI, în centrul monedei și ocupa aproximativ trei sferturi din suprafața acestuia, fiind elementul dominant al designului, iar în partea superioară, urmând circumferința, se găsea numele țării, ROMANIA. Forma monedei era dodecagonală, pentru a facilita recunoașterea monedei de către nevăzători. Aceasta a fost emisă anual, până în 2004, inclusiv, și a fost emisă și la calitate proof, în seturi de monetărie, în 2000, cu un tiraj de 4.500 de bucăți, 2002 cu 1.500 de bucăți și 2003 și 2004 cu câte 2000 de bucăți. După Denominarea din 2005 a circulat în paralel cu noile monede ale leului greu și a fost retrasă din uz la 31 decembrie 2006, fiind înlocuită de moneda de 50 de bani.

### Monede comemorative

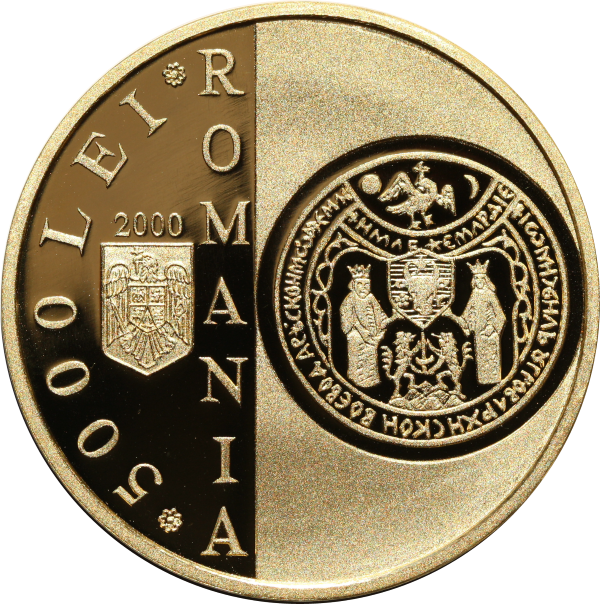
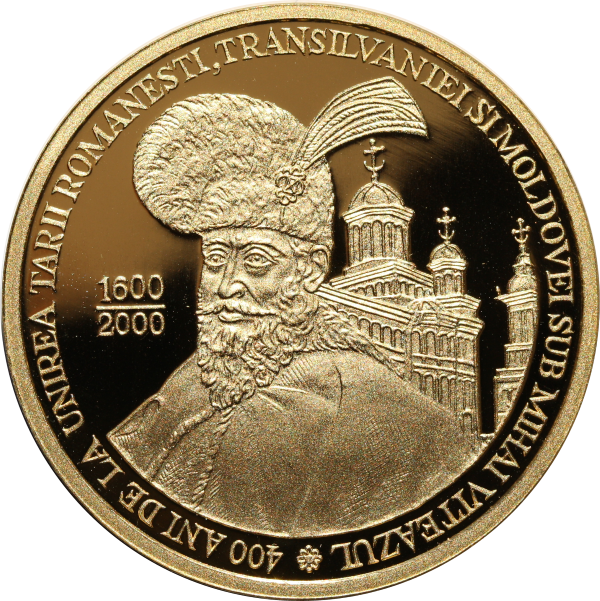
Moneda comemorativă de 5000 de lei cu Mihai Viteazul emisă la 1 august 2000
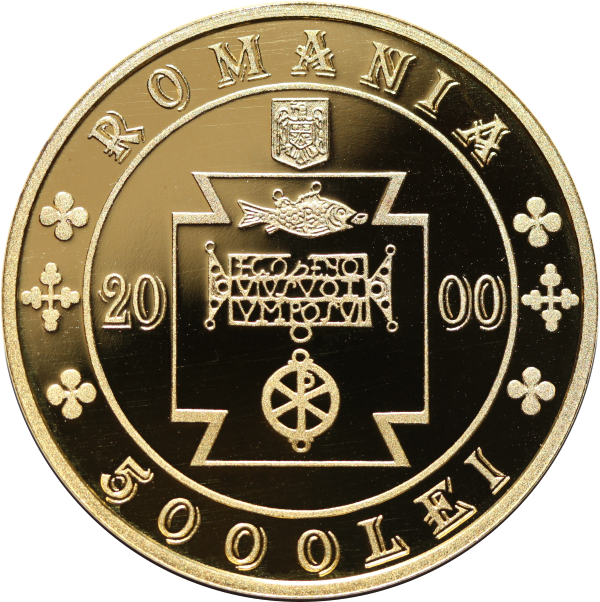
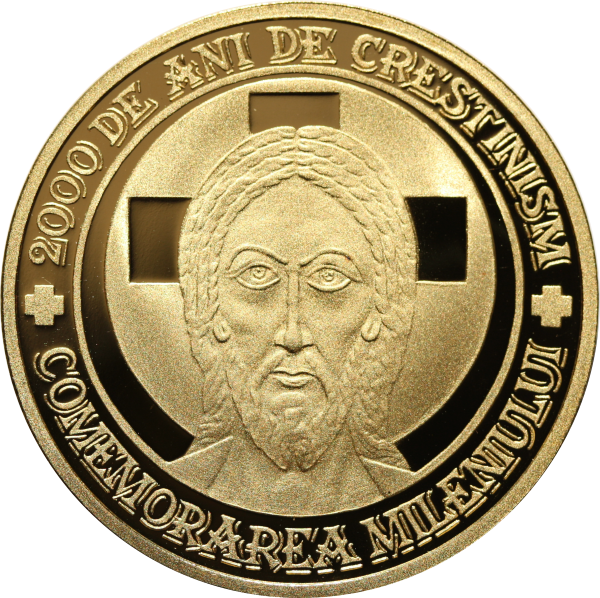
Moneda comemorativă de 5000 de lei cu Iisus emisă la 27 decembrie 2000
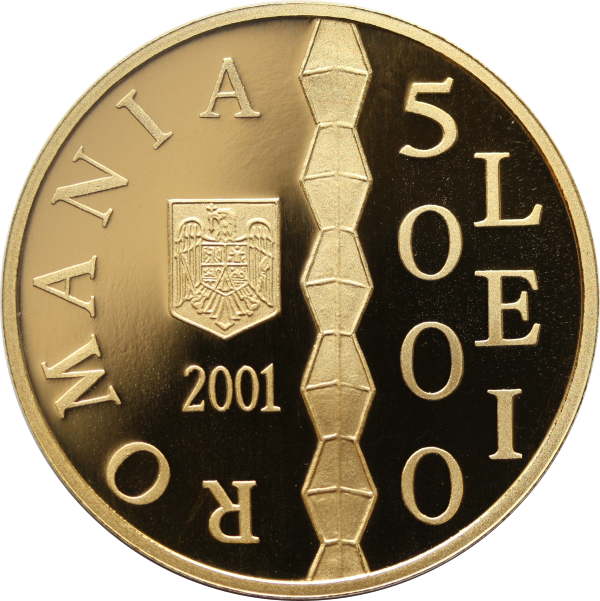
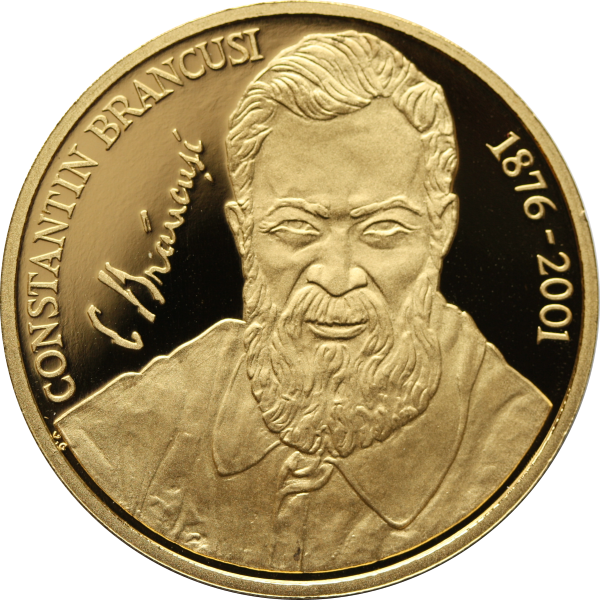
Moneda comemorativă de 5000 de lei cu Constantin Brâncuși emisă la 15 martie 2001
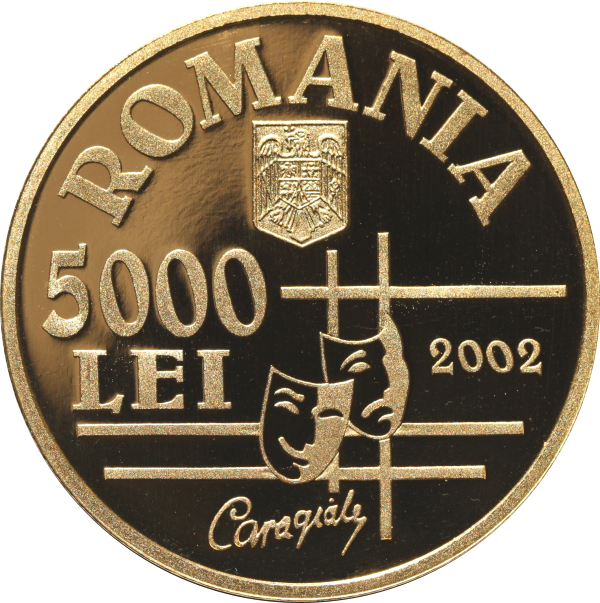
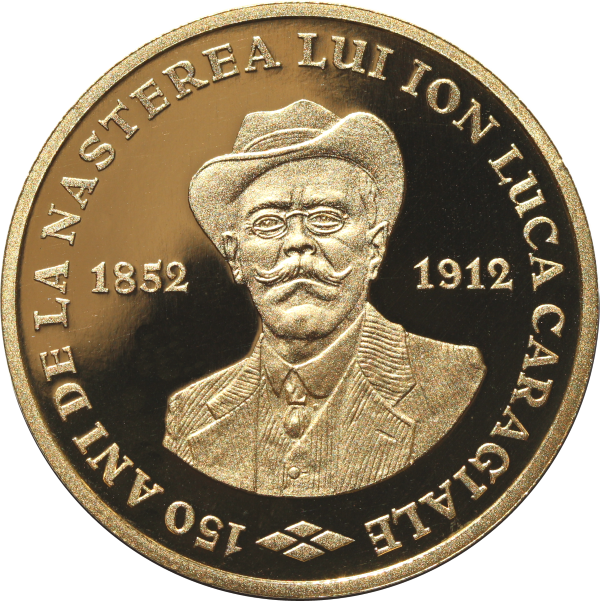
Moneda comemorativă de 5000 de lei cu Ion Luca Caragiale emisă la 11 martie 2002
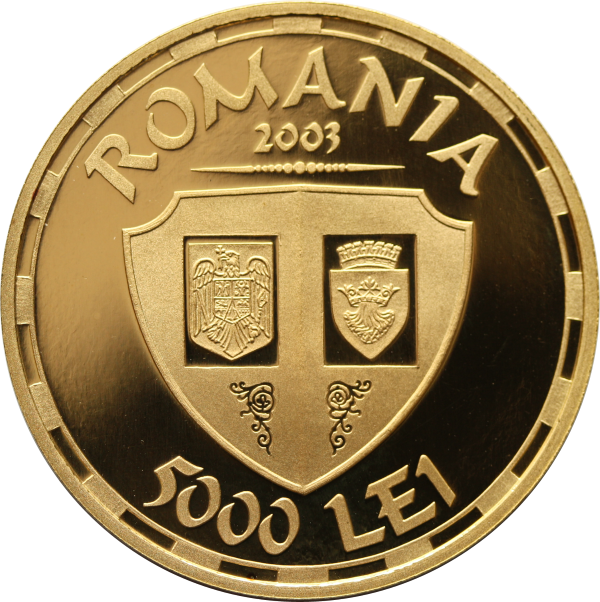
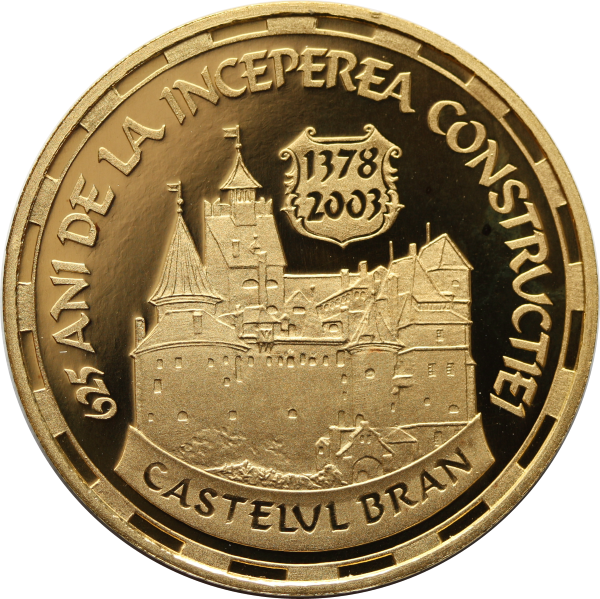
Moneda comemorativă de 5000 de lei cu Castelul Bran emisă la 20 octombrie 2003
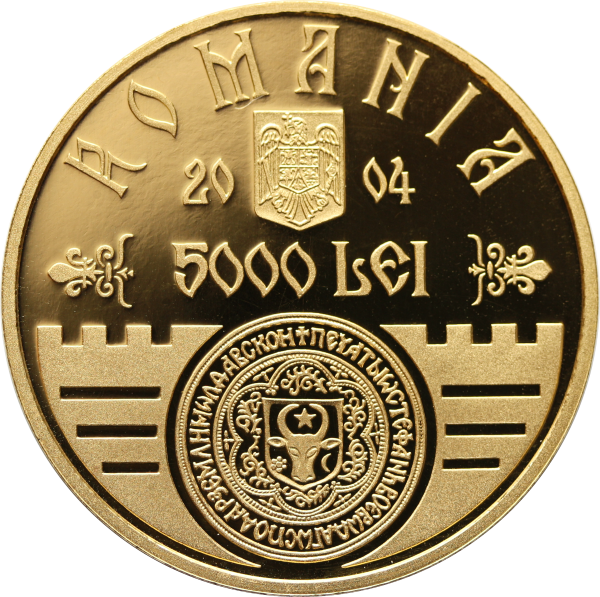
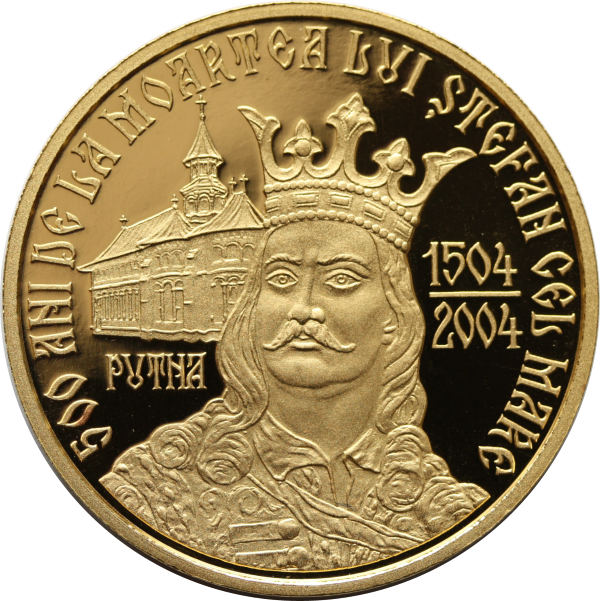
Moneda comemorativă de 5000 de lei cu Ștefan cel Mare emisă la 19 aprilie 2004